# رصدخانه فرد لارنس ویپل

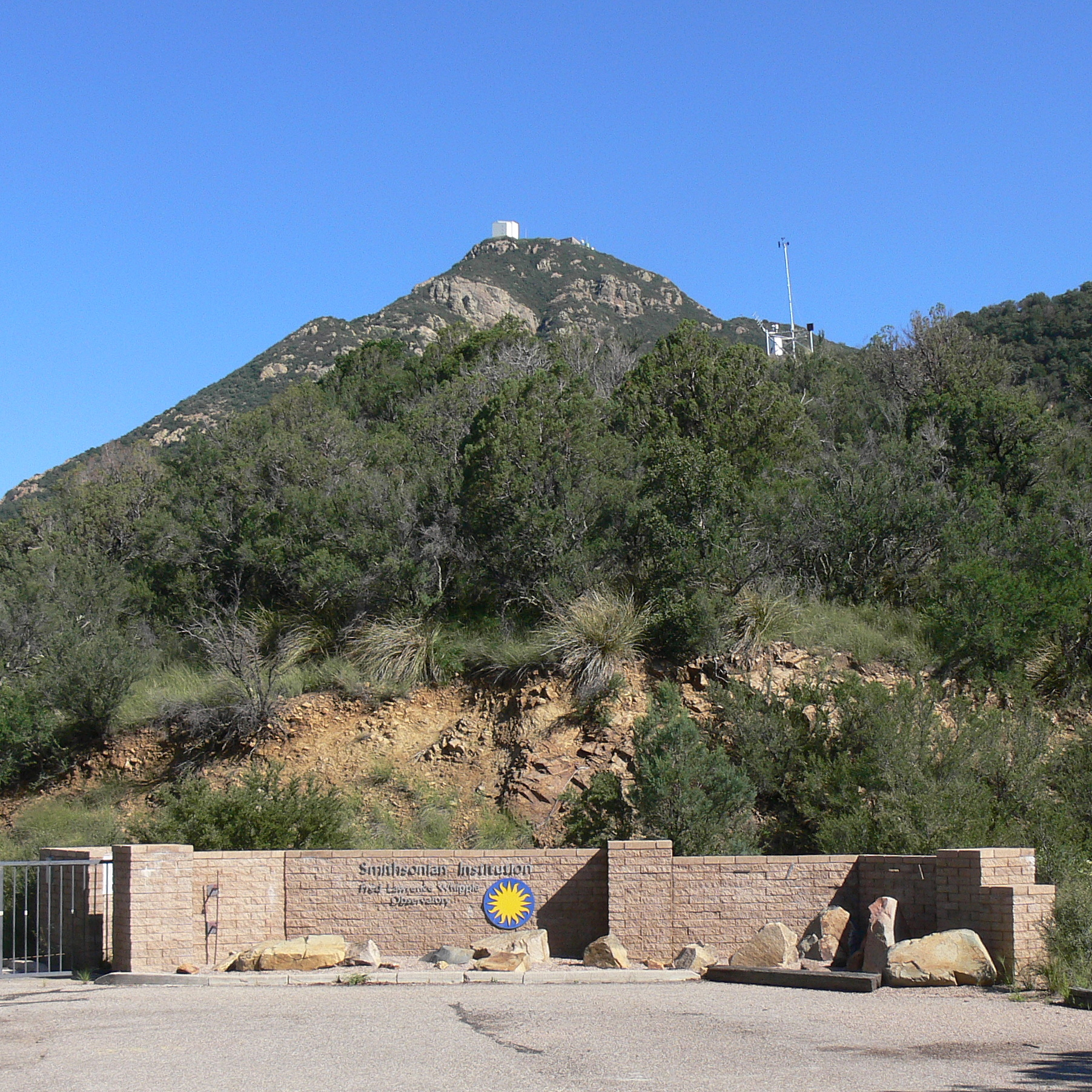
رصدخانه در ارتفاع ۲۲۵۰ متری بر روی کوه هاپکینز قرار دارد.

رصدخانه فرد لارنس ویپل (به انگلیسی: Fred Lawrence Whipple Observatory) یک مرکز نجوم در آریزونا در آمریکا است که زیر نظر مرکز اخترفیزیک هاروارد-اسمیت‌سونیان فعالیت می‌کند. این رصدخانه متعلق به دانشگاه آریزونا است.
از تلسکوپ‌های بزرگ این مرکز می‌توان تلسکوپ ام ام تی را نام برد.